# ジェイフィール
株式会社ジェイフィール（J.Feel）は日本の企業。芸能プロダクション・アミューズのグループ企業。人材コンサルティング会社。

## 会社情報
2007年11月設立。
代表は高橋克徳、ファウンダーは野田稔。
サザンオールスターズや福山雅治、深津絵里など多数のアーティストが所属する、アミューズのグループ企業。
野田稔は明治大学大学院の教授やNHK「Ｂｉｚスポワイド」のメインキャスターも務める。

## 事業内容
- 組織・人事コンサルティング事業・研修事業を運営。
- 親会社のアミューズと連携し、映像や役者を使った研修なども実施。
- 組織感情診断という感情を切り口とした組織の状態を見る診断ツールも展開。（組織感情とは組織のムードや雰囲気）

## 主な出版物
- 『あたたかい組織感情　ミドルと職場を元気にする方法』(ソフトバンククリエイティブ)　共著　野田稔　ジェイフィール

- 『不機嫌な職場　なぜ社員同士で協力できないのか』(講談社現代新書) 　共著　高橋克徳（執行役員）